# Rot-Weiss Essen 1983-1984
Questa voce raccoglie le informazioni riguardanti il Rot-Weiss Essen nelle competizioni ufficiali della stagione 1983-1984.

## Stagione
Nella stagione 1983-1984 il Rot Weiss Essen, allenato da Rolf Bock, János Bédl, Burkhard Schacht e Siegfried Melzig, concluse il campionato di 2. Bundesliga al 17º posto. In Coppa di Germania il Rot Weiss Essen fu eliminato al primo turno dall'Hannover 96.

## Rosa
| N. |                     | Ruolo | Calciatore              |
| -- | ------------------- | ----- | ----------------------- |
|    | Germania (bandiera) | P     | Carsten Hallmann        |
|    | Germania (bandiera) | P     | Dirk Schomburg          |
|    | Germania (bandiera) | D     | Andreas Fehse           |
|    | Germania (bandiera) | D     | Horst Freund            |
|    | Germania (bandiera) | D     | Helmut Gorka            |
|    | Germania (bandiera) | D     | Karl-Heinz Gundersdorff |
|    | Ungheria (bandiera) | D     | Mátyás Jurácsik         |
|    | Germania (bandiera) | D     | Oliver Koch             |
|    | Germania (bandiera) | D     | Rudi Müller             |
|    | Germania (bandiera) | D     | Dirk Pusch              |
|    | Germania (bandiera) | D     | Karl Richter            |
|    | Germania (bandiera) | D     | Hans-Joachim Wagner     |
|    | Germania (bandiera) | C     | Dirk Bakalorz           |

| N. |                     | Ruolo | Calciatore         |
| -- | ------------------- | ----- | ------------------ |
|    | Germania (bandiera) | C     | Dirk Helmig        |
|    | Germania (bandiera) | C     | Uwe Kober          |
|    | Germania (bandiera) | C     | Michael Korb       |
|    | Germania (bandiera) | C     | Detlef Laibach     |
|    | Germania (bandiera) | C     | Dieter Suchanek    |
|    | Germania (bandiera) | C     | Heinz-Hermann Ufer |
|    | Slovenia (bandiera) | A     | Milan Ćalasan      |
|    | Francia (bandiera)  | A     | Jean-Paul Delemer  |
|    | Germania (bandiera) | A     | Herbert Demange    |
|    | Germania (bandiera) | A     | Frank Eggeling     |
|    | Germania (bandiera) | A     | Thomas Lander      |
|    | Germania (bandiera) | A     | Peter Szech        |

## Organigramma societario
Area tecnica
- Allenatore: Siegfried Melzig
- Allenatore in seconda:
- Preparatore dei portieri:
- Preparatori atletici:

## Calciomercato

### Sessione estiva
| Acquisti | Acquisti            | Acquisti               | Acquisti |
| R.       | Nome                | da                     | Modalità |
| -------- | ------------------- | ---------------------- | -------- |
| C        | Michael Korb        | Duisburg               |          |
| A        | Milan Ćalasan       | RFC Liegi              |          |
| A        | Jean-Paul Delemer   | Lilla                  |          |
| A        | Frank Eggeling      | Eintracht Braunschweig |          |
| D        | Andreas Fehse       | Bayer Leverkusen       |          |
| D        | Horst Freund        | Borussia Dortmund      |          |
| D        | Mátyás Jurácsik     | FC Nordstern Basel     |          |
| D        | Oliver Koch         | Rot-Weiss Essen II     |          |
| D        | Hans-Joachim Wagner | Borussia Dortmund      |          |

| Cessioni | Cessioni         | Cessioni      | Cessioni |
| R.       | Nome             | a             | Modalità |
| -------- | ---------------- | ------------- | -------- |
| A        | Ralf Bugla       | VfL Rhede     |          |
| D        | Dietmar Klinger  | Uerdingen 05  |          |
| C        | Reinhold Metzger | Viktoria Goch |          |

### Sessione invernale
| Acquisti | Acquisti    | Acquisti     | Acquisti |
| R.       | Nome        | da           | Modalità |
| -------- | ----------- | ------------ | -------- |
| A        | Peter Szech | Uerdingen 05 |          |

| Cessioni | Cessioni        | Cessioni           | Cessioni |
| R.       | Nome            | a                  | Modalità |
| -------- | --------------- | ------------------ | -------- |
| C        | Jürgen Kaminsky | Schwarz-Weiß Essen |          |
| A        | Jürgen Wegmann  | Borussia Dortmund  |          |

## Risultati

### 2. Bundesliga

#### Girone di andata
| Arbitro: | Matheis |

|                                                    |           |                  |
| Lengerer 9’, 75’ Kohnle 25’ (rig.) Heinle 27’, 54’ | Marcatori | 47’, 76’ Wegmann |

| Arbitro: | Kasperowski |

|             |           |             |
| Wegmann 26’ | Marcatori | 31’ Schäfer |

| Arbitro: | Stark |

|               |           |  |
| Rogoznica 89’ | Marcatori |  |

| Arbitro: | Niebergall |

|                                        |           |             |
| Freund 53’ Wegmann 54’, 87’ Müller 78’ | Marcatori | 10’ Metzler |

| Arbitro: | Neuner |

|  |           |            |
|  | Marcatori | 63’ Wagner |

| Essen 31 agosto 1983, ore 19:30 CEST 6ª giornata | Rot-Weiss Essen | 0 – 0 referto | Duisburg | Georg-Melches-Stadion (8 500 spett.)\| Arbitro: \| Jupe \| |
| Arbitro:                                         | Jupe            |               |          |                                                            |

| Arbitro: | Boos |

|            |           |  |
| Birner 82’ | Marcatori |  |

| Arbitro: | Meijerink |

|  |           |                                  |
|  | Marcatori | 18’, 29’, 38’ Günther 25’ Bühler |

| Arbitro: | Horeis |

|                       |           |                  |
| Siewert 3’ Kügler 57’ | Marcatori | 38’ Gundersdorff |

| Arbitro: | Wiesel |

|                       |           |                                                       |
| Kober 76’ Wegmann 81’ | Marcatori | 29’ Thomas 51’ Frenken 66’ Rombach 82’ (aut.) Richter |

| Arbitro: | Matheis |

|                              |           |                         |
| Guðlaugsson 10’ Grabosch 64’ | Marcatori | 36’ Wegmann 73’ Demange |

| Arbitro: | Mierswa |

|                                |           |  |
| Lander 13’, 15’ Kober 73’, 80’ | Marcatori |  |

| Arbitro: | Vasel |

|                                               |           |                            |
| Ufer 38’ Wegmann 75’ Bakalorz 80’ Demange 89’ | Marcatori | 13’ Vittinghoff 51’ Gaedke |

| Arbitro: | Schäfer |

|               |           |  |
| Klinsmann 87’ | Marcatori |  |

| Arbitro: | Kespohl |

|                                              |           |  |
| Gundersdorff 4’ Demange 15’ Wegmann 23’, 33’ | Marcatori |  |

| Arbitro: | Schütte |

|                     |           |                         |
| Pache 45’ Allig 64’ | Marcatori | 58’ Demange 70’ Wegmann |

| Arbitro: | Osmers |

|  |           |                                                                 |
|  | Marcatori | 18’, 38’ Blättel 62’ Kakoko 65’ (rig.) Dickert 67’ (aut.) Gorka |

| Arbitro: | Barnick |

|                            |           |  |
| Cestonaro 11’ Nordgren 87’ | Marcatori |  |

| Arbitro: | Brückner |

|             |           |         |
| Wegmann 73’ | Marcatori | 6’ Thon |

#### Girone di ritorno
| Arbitro: | Eli |

|            |           |                   |
| Lander 85’ | Marcatori | 88’ (rig.) Kohnle |

| Arbitro: | Kasperowski |

|                               |           |                            |
| Buschmann 6’, 14’ Schäfer 60’ | Marcatori | 55’ Demange 70’ (aut.) Elm |

| Arbitro: | Wahmann |

|                                 |           |                                       |
| Kober 18’ (rig.), 52’ Szech 67’ | Marcatori | 11’ (rig.) Eggeling 48’ (rig.) Schock |

| Arbitro: | Ermer |

|           |           |  |
| Glöde 83’ | Marcatori |  |

| Arbitro: | Jupe |

|  |           |              |
|  | Marcatori | 44’ Hartmann |

| Arbitro: | Broska |

|               |           |           |
| Wohlfarth 29’ | Marcatori | 23’ Szech |

| Arbitro: | Kasperowski |

|           |           |         |
| Kober 21’ | Marcatori | 32’ Löw |

| Arbitro: | Stark |

|                                 |           |  |
| Dittus 11’ Günther 76’ Groß 81’ | Marcatori |  |

| Arbitro: | Diekert |

|             |           |                  |
| Demange 33’ | Marcatori | 70’ (rig.) Džoni |

| Arbitro: | Meijerink |

|                    |           |              |
| Rombach 38’ (rig.) | Marcatori | 47’ Bakalorz |

| Arbitro: | Bodmer |

|                        |           |           |
| Laibach 16’ Müller 88’ | Marcatori | 90’ Lemke |

| Arbitro: | Ermer |

|          |           |             |
| Kuhl 42’ | Marcatori | 90’ Laibach |

| Arbitro: | Bruch |

|                                |           |  |
| Schlumberger 47’ Hanschitz 85’ | Marcatori |  |

| Arbitro: | Wiesel |

|            |           |            |
| Richter 5’ | Marcatori | 90’ Merkle |

| Arbitro: | Mierswa |

|                           |           |             |
| Brühl 11’ Kalter 35’, 62’ | Marcatori | 88’ Ćalasan |

| Arbitro: | Wahmann |

|             |           |            |
| Demange 28’ | Marcatori | 56’ Jakobs |

| Arbitro: | Brückner |

|              |           |            |
| Laohakul 78’ | Marcatori | 5’ Demange |

| Arbitro: | Pauly |

|             |           |           |
| Richter 54’ | Marcatori | 15’ Horch |

| Arbitro: | Föckler |

|                                    |           |                              |
| Clute-Simon 36’, 62’ Abramczik 77’ | Marcatori | 69’ (rig.) Gorka 74’ Demange |

### Coppa di Germania
| Arbitro: | Kautschor |

|                              |           |                                                |
| Lander 15’, 87’ Eggeling 90’ | Marcatori | 28’ Gorski 36’ Steiner 76’ Hartmann 88’ Hayduk |

## Statistiche

### Statistiche di squadra
| Competizione      | Punti | In casa | In casa | In casa | In casa | In casa | In casa | In trasferta | In trasferta | In trasferta | In trasferta | In trasferta | In trasferta | Totale | Totale | Totale | Totale | Totale | Totale | DR  |
| Competizione      | Punti | G       | V       | N       | P       | Gf      | Gs      | G            | V            | N            | P            | Gf           | Gs           | G      | V      | N      | P      | Gf     | Gs     | DR  |
| ----------------- | ----- | ------- | ------- | ------- | ------- | ------- | ------- | ------------ | ------------ | ------------ | ------------ | ------------ | ------------ | ------ | ------ | ------ | ------ | ------ | ------ | --- |
| 2. Bundesliga     | 29    | 19      | 6       | 9       | 4       | 31      | 28      | 19           | 1            | 6            | 12           | 17           | 35           | 38     | 7      | 15     | 16     | 48     | 63     | -15 |
| Coppa di Germania | -     | 1       | 0       | 0       | 1       | 3       | 4       | 0            | 0            | 0            | 0            | 0            | 0            | 1      | 0      | 0      | 1      | 3      | 4      | -1  |
| Totale            | 29    | 20      | 6       | 9       | 5       | 34      | 32      | 19           | 1            | 6            | 12           | 17           | 35           | 39     | 7      | 15     | 17     | 51     | 67     | -16 |

### Andamento in campionato
| Giornata  | 1  | 2  | 3  | 4  | 5  | 6 | 7  | 8  | 9  | 10 | 11 | 12 | 13 | 14 | 15 | 16 | 17 | 18 | 19 | 20 | 21 | 22 | 23 | 24 | 25 | 26 | 27 | 28 | 29 | 30 | 31 | 32 | 33 | 34 | 35 | 36 | 37 | 38 |
| --------- | -- | -- | -- | -- | -- | - | -- | -- | -- | -- | -- | -- | -- | -- | -- | -- | -- | -- | -- | -- | -- | -- | -- | -- | -- | -- | -- | -- | -- | -- | -- | -- | -- | -- | -- | -- | -- | -- |
| Luogo     | T  | C  | T  | C  | T  | C | T  | C  | T  | C  | T  | C  | C  | T  | C  | T  | C  | T  | C  | C  | T  | C  | T  | C  | T  | C  | T  | C  | T  | C  | T  | T  | C  | T  | C  | T  | C  | T  |
| Risultato | P  | N  | P  | V  | V  | N | P  | P  | P  | P  | N  | V  | V  | P  | V  | N  | P  | P  | N  | N  | P  | V  | P  | P  | N  | N  | P  | N  | N  | V  | N  | P  | N  | P  | N  | N  | N  | P  |
| Posizione | 17 | 16 | 18 | 13 | 10 | 9 | 11 | 15 | 18 | 20 | 16 | 14 | 11 | 13 | 11 | 11 | 13 | 14 | 14 | 15 | 16 | 14 | 16 | 17 | 17 | 17 | 17 | 17 | 16 | 16 | 16 | 16 | 16 | 16 | 16 | 16 | 16 | 17 |

Legenda:

Luogo: C = Casa; T = Trasferta. Risultato: V = Vittoria; N = Pareggio; P = Sconfitta.

### Statistiche dei giocatori
| Giocatore       | 2. Bundesliga | 2. Bundesliga | 2. Bundesliga | 2. Bundesliga | Coppa di Germania | Coppa di Germania | Coppa di Germania | Coppa di Germania | Totale   | Totale | Totale      | Totale     |
| Giocatore       | Presenze      | Reti          | Ammonizioni   | Espulsioni    | Presenze          | Reti              | Ammonizioni       | Espulsioni        | Presenze | Reti   | Ammonizioni | Espulsioni |
| --------------- | ------------- | ------------- | ------------- | ------------- | ----------------- | ----------------- | ----------------- | ----------------- | -------- | ------ | ----------- | ---------- |
| D. Bakalorz     | 26            | 2             | 2             | 1             | 1                 | 0                 | 0                 | 0                 | 27       | 2      | 2           | 1          |
| J. Delemer      | 2             | 0             | 0             | 0             | 0                 | 0                 | 0                 | 0                 | 2        | 0      | 0           | 0          |
| H. Demange      | 31            | 9             | 6             | 0             | 0                 | 0                 | 0                 | 0                 | 31       | 9      | 6           | 0          |
| F. Eggeling     | 22            | 0             | 0             | 0             | 1                 | 1                 | 0                 | 0                 | 23       | 1      | 0           | 0          |
| A. Fehse        | 23            | 0             | 5             | 0             | 1                 | 0                 | 0                 | 0                 | 24       | 0      | 5           | 0          |
| H. Freund       | 35            | 1             | 5             | 0             | 1                 | 0                 | 0                 | 0                 | 36       | 1      | 5           | 0          |
| H. Gorka        | 27            | 1             | 6             | 0             | 0                 | 0                 | 0                 | 0                 | 27       | 1      | 6           | 0          |
| K. Gundersdorff | 35            | 2             | 4             | 0             | 1                 | 0                 | 1                 | 0                 | 36       | 2      | 5           | 0          |
| C. Hallmann     | 38            | 0             | 0             | 0             | 1                 | 0                 | 0                 | 0                 | 39       | 0      | 0           | 0          |
| D. Helmig       | 2             | 0             | 0             | 0             | 0                 | 0                 | 0                 | 0                 | 2        | 0      | 0           | 0          |
| M. Jurácsik     | 6             | 0             | 1             | 0             | 0                 | 0                 | 0                 | 0                 | 6        | 0      | 1           | 0          |
| U. Kober        | 29            | 6             | 5             | 0             | 0                 | 0                 | 0                 | 0                 | 29       | 6      | 5           | 0          |
| O. Koch         | 5             | 0             | 0             | 0             | 0                 | 0                 | 0                 | 0                 | 5        | 0      | 0           | 0          |
| M. Korb         | 0             | 0             | 0             | 0             | 0                 | 0                 | 0                 | 0                 | 0        | 0      | 0           | 0          |
| D. Laibach      | 24            | 2             | 3             | 0             | 1                 | 0                 | 0                 | 0                 | 25       | 2      | 3           | 0          |
| T. Lander       | 28            | 3             | 4             | 1             | 1                 | 2                 | 1                 | 0                 | 29       | 5      | 5           | 1          |
| R. Müller       | 30            | 2             | 3             | 0             | 1                 | 0                 | 0                 | 0                 | 31       | 2      | 3           | 0          |
| D. Pusch        | 33            | 0             | 7             | 0             | 1                 | 0                 | 0                 | 0                 | 34       | 0      | 7           | 0          |
| K. Richter      | 36            | 2             | 7             | 0             | 1                 | 0                 | 0                 | 0                 | 37       | 2      | 7           | 0          |
| D. Schomburg    | 0             | 0             | 0             | 0             | 0                 | 0                 | 0                 | 0                 | 0        | 0      | 0           | 0          |
| D. Suchanek     | 0             | 0             | 0             | 0             | 0                 | 0                 | 0                 | 0                 | 0        | 0      | 0           | 0          |
| P. Szech        | 6             | 2             | 2             | 0             | 0                 | 0                 | 0                 | 0                 | 6        | 2      | 2           | 0          |
| H. Ufer         | 14            | 1             | 0             | 0             | 0                 | 0                 | 0                 | 0                 | 14       | 1      | 0           | 0          |
| H. Wagner       | 9             | 1             | 0             | 0             | 1                 | 0                 | 0                 | 0                 | 10       | 1      | 0           | 0          |
| J. Wegmann      | 19            | 12            | 2             | 0             | 1                 | 0                 | 0                 | 0                 | 20       | 12     | 2           | 0          |
| M. Ćalasan      | 11            | 1             | 0             | 0             | 0                 | 0                 | 0                 | 0                 | 11       | 1      | 0           | 0          |